# Nikołaj Andrianow
Nikołaj Jefimowicz Andrianow (ros. Николай Ефимович Андрианов; ur. 14 października 1952 we Włodzimierzu, zm. 21 marca 2011 tamże) – radziecki gimnastyk (Rosjanin). Wielokrotny medalista olimpijski.
Na igrzyskach debiutował w Monachium w 1972, ostatni raz wystąpił w Moskwie 8 lat później. Za każdym razem, podczas trzech startów, zdobywał medale (łącznie piętnaście). W 1976 zdobył złoto w wieloboju oraz trzech innych konkurencjach. Wielokrotnie był medalistą mistrzostw świata (tytuł w wieloboju w 1978) i Europy.
W 2001 został uhonorowany miejscem w Galerii Sław Gimnastyki. Zmarł 21 marca 2011.
Jego żona – Lubow Burda także uprawiała gimnastykę, zdobyła dwa złote medale igrzysk olimpijskich w tej dyscyplinie.

## Starty olimpijskie
Monachium 1972
- ćwiczenia wolne – złoto
- drużyna – srebro
- skok – brąz

Montreal 1976
- wielobój, ćwiczenia wolne, kółka, skok – złoto
- drużyna, poręcze – srebro
- koń z łękami – brąz

Moskwa 1980
- drużyna, skok – złoto
- wielobój, ćwiczenia wolne – srebro
- drążek – brąz